# Rozbuška

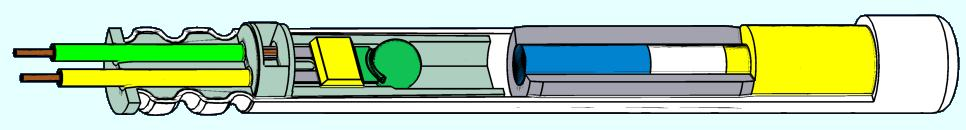
Časovaná elektrická rozbuška

Rozbuška je prvotní stupeň iniciace trhavin. Rozbuška se vkládá do předem vytvořeného otvoru v méně citlivé náloži výbušniny (tj. trhaviny). Rozbuška musí být v přímém kontaktu s trhavinou – i 2 cm vzdálenosti obvykle vedou k selhání iniciace. Rozbuška je typicky několik centimetrů dlouhá dutinka, obvykle z kovu (hliník, vzácně měď), která mimo jiné obsahuje zážehovou slož, třaskavinu (obvykle 300–400 mg směsi s převažujícím obsahem azIdu olovnatého, vzácněji fulminátu rtuťnatého, DDNP nebo NHN) a následně citlivější trhavinu (obvykle 800 mg pentritu, méně často hexogen). Hmotnost náplně se celkově pohybuje od stovek miligramů do gramů. Existují i rozbušky typu NPED, kdy rozbuška obsahuje pouze citlivější trhavinu (pentrit, ETN). Podobně existují jednosložkové rozbušky, kde je náplní pouze třaskavina (jednotky gramů třaskaviny), tyto jsou dnes používány pouze v amatérských aplikacích.
Podstatná část světové spotřeby rozbušek (kolem 40 milionů kusů ročně) je vyrobena v ČR ve Vsetíně firmou Austin Detonator.

## Druhy

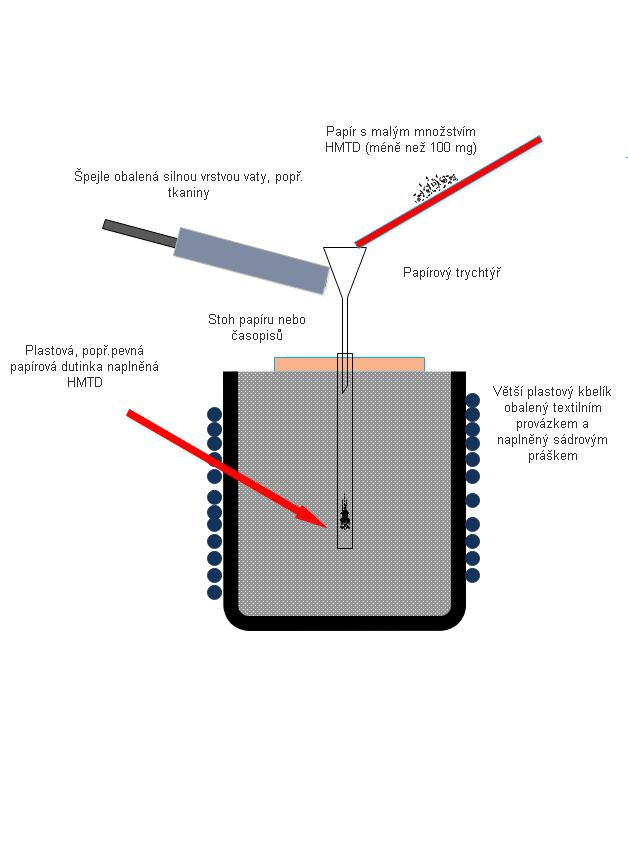
Plnění rozbušek třaskavinou se v průmyslu i amatérské praxi realizuje bez přímého kontaktu ruky s rozbuškou. Zde amatérské plnění rozbušky třaskavinou HMTD.

Prakticky se dělí rozbušky na několik základních druhů:

### Zážehové rozbušky
- používají se ve spojení s iniciací šlehem plamene ze zápalnice nebo el. palníku
- nejstarší, dnes se už moc nevyužívá
- předchůdce elektrických rozbušek
- odolné proti EM polím (např. u drátů VVN), ale náchylné na nepravidelnosti v rychlosti hořené zápalnice (pomalé doutnání, popř. rapidní prošlehnutí zápalnice)
- typické vojenské nasazení u ženijních prací

### Elektrické rozbušky
- jedny z nejrozšířenějších
- základem je odporový můstek (drát), který se při průchodu proudem zahřeje a vyvolá detonaci iniciační slože, následuje primární a sekundární slož
- kontrola zapojení se provádí ohmmetrem
- iniciace probíhá roznětnicí, tj. buď silnou 12V baterií nebo častěji výbojem z kondenzátoru
- možné nebezpečí detonací výboji statické elektřiny na nezkratovaných přívodních drátech (konce drátů musí být bez izolace a smotané do sebe až do zapojení nálože) , popř. indukcí proudu ve vodičích anténami vysílajících osobních vysílaček. Pro nebezpečí náhodného nárazu do tlačítka a tím spuštěného vysilání se takové vysilačky nesmí nikdy dostat do blízkosti (tj. jednotky metrů) takovýchto rozbušek a jejich přívodních drátů

### Rozbušky bez třaskaviny (NPED) s elektrickým odpalem
- jedno z nejbezpečnějších řešení
- typicky se jedná o malé dutinky naplněné několika stovkami mg pentritu s velmi jemným odporovým drátem (popř. kovovo-polymerovou fólií), do tohoto drátu (fólie) se při odpalu na dálku zavede velmi veliký a silný výboj elektrického proudu ze speciálních kondenzátorů, „detonace“ drátku, popř. fólie pak odpálí pentritovou náplň se kterou je drát v téměř přímém kontaktu (u provedení s fólií se někdy používá krátká mezera, viz flying plate-slapper detonator provedení)
- využití v jaderných bombách i v průmyslových a amatérských aplikacích s vysokým nárokem na bezpečnost proti iniciaci nárazem, popř. elektrickými poli (běžné proudy náplň pentritu pouze zapálí a tak nedojde k iniciaci), u jaderných zbraní je výhodou i velmi přesné časování detonace, což umožňuje přesnější implozi štěpného materiálu

### Rozbušky bez třaskaviny (NPED) s tepelným odpalem
- jedná se o pevné kovové dutinky s několika gramy trhaviny (pentrit, ETN), přepážkou z tenké vrstvičky kovové fólie a několika gramy pyrotechnické slože (např. cukr s dusičnanem draselným)
- iniciace je buď plamenem zápalnice nebo elektrickým palníkem
- typické řešení amatérských experimentátorů s pyrotechnikou, výhodou je vyšší bezpečnost při přípravě, kde lze obejít manipulaci s více nebezpečnými třaskavinami, nevýhodou je nižší spolehlivost (typicky několik procent selhávek s deflagrací a následnou neiniciací nálože)

### Neelektrické (NONEL)
- druhé nejpoužívanější, absolutně odolné vůči cizím el. energiím.
- odolnost, resp. citlivost rozbušky k vnějším mechanickým vlivům je shodná s elektrickými rozbuškami.
- místo přívodních el. vodičů se používá propojení detonační trubičkou Nonel (tzv. Shock Tube, rázová trubice, mikrobleskovice, plastová trubička s obsahem cca 17 mg výbušniny na 1 délkový metr trubičky)
- rozbušky jsou iniciovány rázem („výšlehem“) z detonační trubičky a v rozbušce dochází k přenosu přes zpožďovač na primární a sekundární slož
- zapojení rozbušek v roznětné síti nelze kontrolovat měřicími zařízeními, správnost a funkčnost zapojení lze zkontrolovat pouze vizuálně
- iniciace Shock Tube probíhá jiskrovou roznětnicí, přiloženou rozbuškou č. 8 nebo tzv. mechanickou roznětnicí

### Elektronické
- jde o variantu elektrické rozbušky s elektronickým časováním (tzv. DEC System – Digital Energy Control).
- rozbuška obsahuje tzv. EIM (elektronický iniciační modul – malý tištěný spoj, obsahující zejména mikročip a kondenzátor).
- tento druh rozbušek je relativně nejvíce odolný vůči cizím energiím (k elektrostatické energii, k bludným proudům a k ovlivnění vysokofrekvenčními zdroji)
- odolnost, resp. citlivost rozbušky k vnějším mechanickým vlivům je shodná s elektrickými nebo neelektrickými rozbuškami.
- rozbušky se skládají z EIMu, el. pilule, primární a sekundární náplně, přívodních vodičů s připojovacím konektorem, dutinky a ucpávky.
- elektrická pilule je klasicky iniciována průchodem el. proudu z kondenzátoru rozbušky a zažehne primární pyrotechnickou slož.
- zážeh a výbuch primární slože způsobí výbuch sekundární náplně rozbušky.
- elektronické rozbušky je možné nastavit s krokem po 1 ms v rozsahu od 0 do 15 000 ms.
- pro nastavení a odstřel je možné použít pouze zařízení výrobce (Logger a Blaster).